# Cardiocondyla batesii
Cardiocondyla batesii é uma espécie de formiga do gênero Cardiocondyla, pertencente à subfamília Myrmicinae.